# Finale UEFA Women's Champions League 2025
De UEFA Women's Champions Leaguefinale van het seizoen 2024/25 was de 24ste eindstrijd van het primaire toernooi in het Europees clubvoetbal voor vrouwen en de 16de sinds de naamsverandering. De voetbalwedstrijd vond plaats tussen de Engelse club Arsenal WFC en de Spaanse titelverdediger FC Barcelona in het Estádio José Alvalade te Lissabon op zaterdag 24 mei 2025 met Ivana Martinčić als scheidsrechter. Arsenal WFC won met 1–0 dankzij een doelpunt van Stina Blackstenius in de tweede helft, won het toernooi voor de tweede keer en kwalificeerde zich zo voor de UEFA Women's Champions League 2025/26.

## Organisatie
Op 28 juni 2023 werd door de UEFA in Nyon het Estádio José Alvalade in Lissabon aangewezen om de UEFA Women's Champions Leaguefinale van 2025 in te laten spelen. In hetzelfde stadion werd eerder de UEFA Cupfinale van 2005 gespeeld. Eerder werd ook de UEFA Women's Champions Leaguefinale van 2014 in Lissabon gespeeld, in het Estádio do Restelo.
De UEFA stelde op 22 mei 2025 de Kroaat Ivana Martinčić aan als scheidsrechter voor de finale. Bij de UEFA Women's Champions Leaguefinale van een jaar eerder was zij de vierde official. Zij werd de eerste Kroatische die de finale van de UEFA Women's Champions League zou leiden. Zij zou geassisteerd worden door landgenoten Sanja Rođak-Karšić en Maja Petravić als assistent-scheidsrechters en de Macedoniër Ivana Projkovska als vierde official. De Portugees Tiago Martins werd aangesteld als videoscheidsrechter voor de finale, gesteund door de Serviër Momčilo Marković en de Sloveen Alen Borošak.

## Voorgeschiedenis
Arsenal WFC speelde één keer eerder de finale van de UEFA Women's Champions League, toen het toernooi nog de UEFA Women's Cup heette in 2007 en Umeå IK over twee wedstrijden met 1–0 werd verslagen. FC Barcelona stond in de zes voorgaande jaren vijf keer eerder in de UEFA Women's Champions Leaguefinale. Het won de edities van 2021 tegen Chelsea FC en de twee recentste in 2023 tegen VfL Wolfsburg en 2024 tegen Olympique Lyonnais, terwijl het verloor in 2019 en 2022, beide keren tegen Olympique Lyonnais.
Naast Arsenal WFC was Chelsea FC de enige andere club die ooit eerder de UEFA Women's Champions Leaguefinale: de finale van 2021 waarin FC Barcelona van Chelsea FC won was de enige eerdere keer dat de finale gespeeld werd tussen een Engelse en een Spaanse club. Nooit eerder had een andere Spaanse club dan FC Barcelona in de finale van de UEFA Women's Champions League gestaan. Arsenal WFC en FC Barcelona speelden  keer eerder tegen elkaar in de UEFA Women's Champions League. Arsenal WFC won met 0–3 en 4–0 in de eerste ronde in 2012, FC Barcelona won met 4–1 en 0–4 in de groepsfase in UEFA Women's Champions League 2021/22.

## Weg naar de finale
| Pos | Team           | Wed | Ptn |
| --- | -------------- | --- | --- |
| 1   | Arsenal        | 6   | 15  |
| 2   | Bayern München | 6   | 13  |
| 3   | Juventus       | 6   | 6   |
| 4   | Vålerenga      | 6   | 1   |

| Pos | Team            | Wed | Ptn |
| --- | --------------- | --- | --- |
| 1   | FC Barcelona    | 6   | 15  |
| 2   | Manchester City | 6   | 15  |
| 3   | Hammarby IF     | 6   | 6   |
| 4   | Sankt Pölten    | 6   | 0   |

De uitslagen staan in het perspectief van de finalist. 'T' staat voor een thuiswedstrijd, 'U' staat voor een uitwedstrijd.

### Arsenal WFC
Arsenal WFC kwalificeerde zich met de derde plek in de Super League voor de kwalificatiefase van de UEFA Women's Champions League. Het bereikte het hoofdtoernooi door in de eerste ronde een toernooitje met Rangers WFC, Atlético Madrid en Rosenborg BK te winnen en vervolgens in de tweede ronde over twee wedstrijden met 4–1 te winnen van BK Häcken. De groepsfase werd afgetrapt met een 5–2 nederlaag op bezoek bij Bayern München. Onder leiding van de nieuwe trainster Renée Slegers, in eerste instantie als interim, werd de rest van de wedstrijden in een groep met ook Vålerenga IF en Juventus FC gewonnen. Zo werden de Londenaren groepswinnaar. In de kwartfinales was Real Madrid de tegenstander. De uitwedstrijd eindigde in een 2–0 nederlaag, maar Arsenal WFC wist het tweeluik in de tweede helft van de terugwedstrijd om te draaien met een 3–0 overwinning. De laatste horde richting de finale was Olympique Lyonnais. In het Emirates Stadium werd er ondanks een benutte strafschop van Mariona Caldentey met 1–2 verloren, maar in het Parc Olympique Lyonnais kwam Arsenal WFC voor de rust op voorsprong in het tweeluik, waarna het overtuigend met 1–4 won en de finale bereikte.

### FC Barcelona

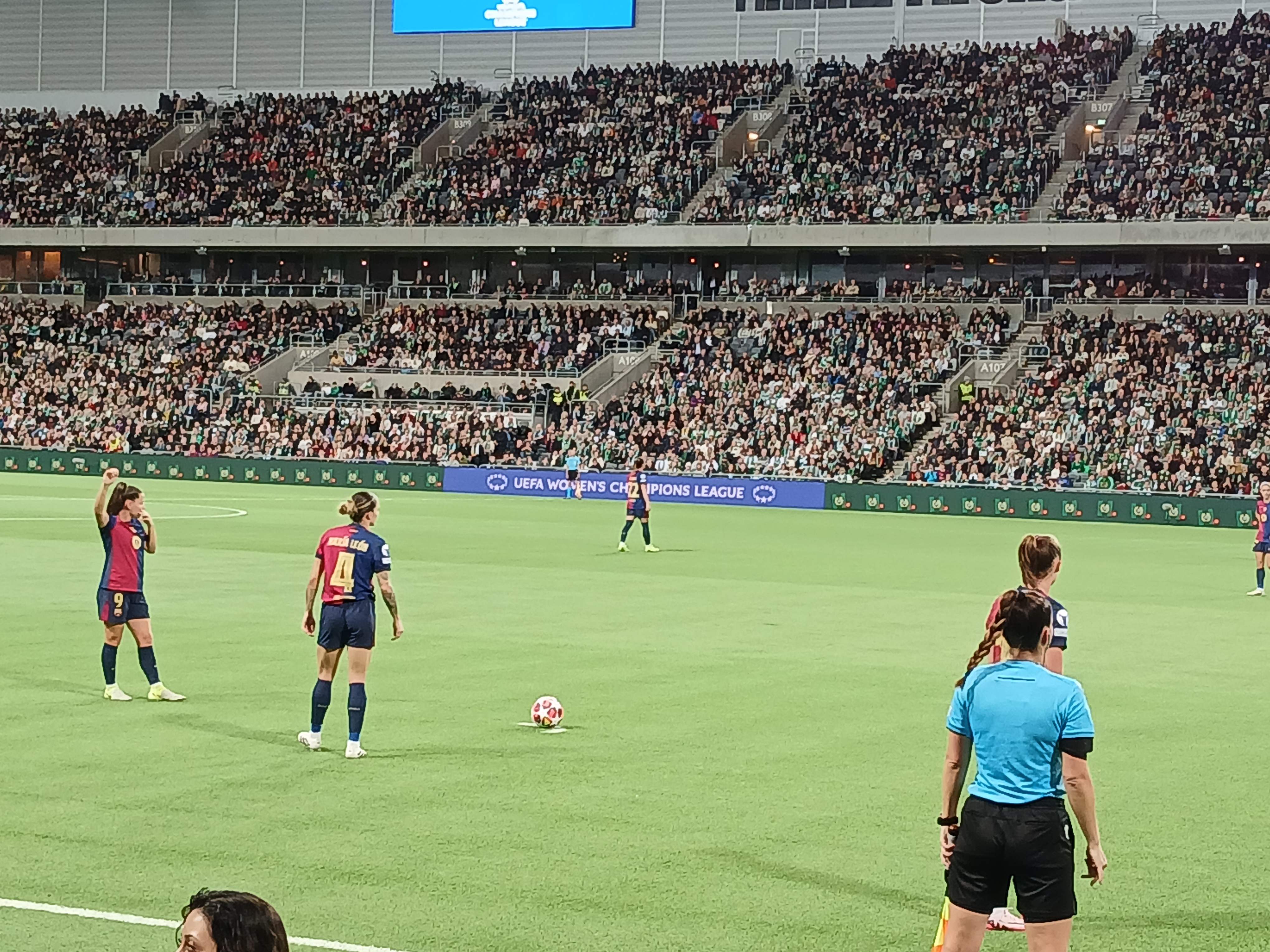
FC Barcelona in de uitwedstrijd tegen Hammarby IF in de groepsfase

FC Barcelona kwalificeerde zich als kampioen van de Primera División voor het hoofdtoernooi van de UEFA Women's Champions League. De groepsfase werd afgetrapt met een verrassende 2–0 nederlaag op bezoek bij Manchester City. De thuiswedstrijden tegen Hammarby IF en Sankt Pölten werden vervolgens gemakkelijk gewonnen en ook de uitwedstrijden tegen beide clubs leverden elk drie punten. FC Barcelona verzekerde zich zo van een plek in de knock-outfase en werd dankzij een 3–0 overwinning tegen Manchester City in de laatste groepswedstrijd groepswinnaar. In de kwartfinales trof het VfL Wolfsburg. De uitwedstrijd werd met 1–4 gewonnen, waarna FC Barcelona een halve finaleplaats veiligstelde met een 6–1 overwinning in eigen huis. De laatste horde richting de finale was Chelsea FC. Mede dankzij een dubbelslag van Clàudia Pina won FC Barcelona in het Estadi Johan Cruyff met 4–1. In de terugwedstrijd op Stamford Bridge won FC Barcelona met dezelfde cijfers en zo plaatste het zich voor de finale.

## Wedstrijd

### Verloop
Halverwege de eerste helft werd een eigen doelpunt van Irene Paredes afgekeurd vanwege buitenspel van Frida Maanum in aanloop naar het doelpunt. Verder in de helft werd een afstandsschot van Maanum gestopt door Cata Coll en schoot Kim Little over het doel. FC Barcelona begon na de rust grotere kansen te krijgen. Topscorer Clàudia Pina raakte de lat en Ona Batlle schoot naast. Invaller Stina Blackstenius stuitte namens Arsenal WFC op Coll en zag haar volley naast het doel eindigen. Tussendoor schoot zij raak in de verre hoek op aangeven van Beth Mead, eveneens invaller. FC Barcelona maakte geen gelijkmaker en zo won Arsenal WFC de finale met 1–0.

### Details
|                           |                  |               |              | |
| 24 mei 2025 18:00 (UTC+2) | Arsenal WFC      | 1 – 0 (0 – 0) | FC Barcelona | Stadion: Estádio José Alvalade, Lissabon Toeschouwers: 38.356 Scheidsrechter: Ivana Martinčić Assistenten: Sanja Rodjak-Karšić Assistenten: Maja Petravić Vierde official: Ivana Projkovska Vijfde official: Staša Špur Video-assistenten: Tiago Martins Video-assistenten: Alen Borošak (SVAR) AVAR: Momčilo Marković Speler van de wedstrijd: Stina Blackstenius |
| 24 mei 2025 18:00 (UTC+2) | Blackstenius 74' | Verslag       |              | Stadion: Estádio José Alvalade, Lissabon Toeschouwers: 38.356 Scheidsrechter: Ivana Martinčić Assistenten: Sanja Rodjak-Karšić Assistenten: Maja Petravić Vierde official: Ivana Projkovska Vijfde official: Staša Špur Video-assistenten: Tiago Martins Video-assistenten: Alen Borošak (SVAR) AVAR: Momčilo Marković Speler van de wedstrijd: Stina Blackstenius |
| 24 mei 2025 18:00 (UTC+2) |                  |               |              | Stadion: Estádio José Alvalade, Lissabon Toeschouwers: 38.356 Scheidsrechter: Ivana Martinčić Assistenten: Sanja Rodjak-Karšić Assistenten: Maja Petravić Vierde official: Ivana Projkovska Vijfde official: Staša Špur Video-assistenten: Tiago Martins Video-assistenten: Alen Borošak (SVAR) AVAR: Momčilo Marković Speler van de wedstrijd: Stina Blackstenius |
| 24 mei 2025 18:00 (UTC+2) |                  |               |              | Stadion: Estádio José Alvalade, Lissabon Toeschouwers: 38.356 Scheidsrechter: Ivana Martinčić Assistenten: Sanja Rodjak-Karšić Assistenten: Maja Petravić Vierde official: Ivana Projkovska Vijfde official: Staša Špur Video-assistenten: Tiago Martins Video-assistenten: Alen Borošak (SVAR) AVAR: Momčilo Marković Speler van de wedstrijd: Stina Blackstenius |
|                           |                  |               |              | |

| Arsenal WFC | FC Barcelona |

| DM             | 14 | Daphne van Domselaar |         |
| RA             | 02 | Emily Fox            |         |
| CV             | 06 | Leah Williamson      |         |
| CV             | 07 | Steph Catley         |         |
| LA             | 11 | Katie McCabe         |         |
| CM             | 10 | Kim Little           |         |
| CM             | 12 | Frida Maanum         | 67'     |
| CM             | 08 | Mariona Caldentey    |         |
| RB             | 18 | Chloe Kelly          | 65' 67' |
| SP             | 23 | Alessia Russo        | 90+1'   |
| RB             | 11 | Caitlin Foord        | 86'     |
| Wisselspelers: |    |                      |         |
| DM             | 01 | Manuela Zinsberger   |         |
| DM             | 40 | Naomi Williams       |         |
| VD             | 03 | Lotte Wubben-Moy     | 90+1'   |
| VD             | 05 | Laia Codina          |         |
| VD             | 22 | Jenna Nighswonger    |         |
| VD             | 28 | Amanda Ilestedt      |         |
| MV             | 13 | Lia Wälti            |         |
| MV             | 21 | Victoria Pelova      |         |
| MV             | 32 | Kyra Cooney-Cross    |         |
| AV             | 09 | Beth Mead            | 67'     |
| AV             | 17 | Lina Hurtig          | 86'     |
| AV             | 25 | Stina Blackstenius   | 67'     |
| Coach:         |    |                      |         |
| Renée Slegers  |    |                      |         |

| DM             | 13 | Cata Coll              |         |
| RA             | 22 | Ona Batlle             |         |
| CV             | 02 | Irene Paredes          | 50'     |
| CV             | 04 | Mapi León              | 78'     |
| LA             | 16 | Fridolina Rolfö        | 78'     |
| CM             | 14 | Aitana Bonmatí         |         |
| CM             | 12 | Patricia Guijarro      |         |
| CM             | 11 | Alèxia Putellas        |         |
| RB             | 10 | Caroline Graham Hansen |         |
| SP             | 17 | Ewa Pajor              |         |
| LB             | 09 | Clàudia Pina           | 62' 87' |
| Wisselspelers: |    |                        |         |
| DM             | 01 | Gemma Font             |         |
| DM             | 25 | Ellie Roebuck          |         |
| VD             | 05 | Jana Fernández         |         |
| VD             | 08 | Marta Torrejón         |         |
| VD             | 35 | Judit Pujols           |         |
| MV             | 19 | Vicky López            |         |
| MV             | 23 | Ingrid Engen           | 78'     |
| MV             | 28 | Alba Caño              |         |
| MV             | 30 | Sydney Schertenleib    |         |
| MV             | 34 | Clara Serrajordi       |         |
| AV             | 07 | Salma Paralluelo       | 62' 88' |
| AV             | 24 | Esmee Brugts           | 78'     |
| Coach:         |    |                        |         |
| Pere Romeu     |    |                        |         |

### Statistieken
| Statistieken           | Arsenal WFC | FC Barcelona |
| ---------------------- | ----------- | ------------ |
| Doelpunten             | 1           | 0            |
| Gele kaarten           | 1           | 3            |
| Rode kaarten           | 0           | 0            |
| Wissels                | 4           | 3            |
| Schoten op doel        | 3           | 5            |
| Schoten naast doel     | 4           | 5            |
| Overtredingen          | 4           | 10           |
| Hoekschoppen           | 2           | 12           |
| Buitenspel             | 4           | 0            |
| Geslaagde passes       | 227         | 473          |
| Passnauwkeurigheid (%) | 81          | 85           |
| Balbezit (%)           | 44          | 56           |

## Nasleep
Arsenal WFC werd na haar eerdere eindzege in 2007 de zevende club die de UEFA Women's Champions League meerdere keren won en de eerste Engelse club die dat lukte. FC Barcelona werd de vierde club die minstens drie finales in het toernooi verloor. Het was de vijfde keer dat de titelverdediger van het toernooi de finale verloor, na Turbine Potsdam in 2006 en 2011, Olympique Lyonnais in 2013 en FC Barcelona in 2022. Invaller Stina Blackstenius werd na haar winnende doelpunt verkozen tot Speler van de Wedstrijd door de UEFA. Arsenal WFC zou twee dagen na de finale, op 26 mei 2025, gehuldigd worden bij het Emirates Stadium.